# Лорън Хореги
Лорън Мишел Хорéги Моргадо (на английски: Lauren Michelle Jauregui Morgado) е американска певица и авторка на песни. Част е от групата Фифт Хармъни.

## Личен живот
Лорън Хореги е родена на 27 юни 1996 г. в Маями, Флорида. Нейните родители са Майкъл, мениджър в областта на растениевъдство и Клара Хореги, учителка. Певицата има по-малък брат, Крис и по-малка сестра, Тейлър. Лорън има кубински произход, но американско гражданство. Лорън знае испански. Учила е в Каролтън Скул ъф Сейкред Харт (католическо девическо училище). Извънкласно е тренирала софтбол и е била в училищната школа за таланти.
През 2012 г. участва в реалитито „X Factor USA“. Певицата набира популярност още с първото си прослушване на сцената и в сайта за видеосподеляне „YouTube“. Журито на формата решава, че Лорън ще бъде част от групата Фифт Хармъни. Някои от нейните любими певци са Лана Дел Рей, Алиша Кийс, Джъстин Тимбърлейк и Кристина Агилера. Тя се описва като общителен човек със странен стил, обичащ да чете книги. Лорън винаги има собствено мнение по даден въпрос и подкрепя редица благотворителни организации. Макар и да е звезда от голямата сцена, тя се включва активно в определени протести. През ноември 2016 г., в писмо насочено към привържениците на новоизбрания президент Доналд Тръмп, Лорън се определя като бисексуална.

## Изява
Лорън се явява на прослушването за „X Factor USA“ в Грийнсбъро, Северна Каролина с песента „If I Ain't Got You“ на Алиша Кийс. Лорън получава 4 да-та и преминава към следващия етап. Деми Ловато остава впечатлена от 16-годишната Лорън, заради перфектната ѝ тоналност. Вокалният диапазон на Лорън е Алт. През първия кръг на лагерите, тя пее песента „Е.T.“ (изпълнението ѝ е неизлъчвано). През втория тур на лагерите, тя се изправя сама срещу кънтри групата „Sister C“ с песента „These Arms Of Mine“. Лорън е елиминирана, но по-късно е „спасена“ заедно с Али Брук, Камила Кабейо, Нормани Кордей и Дайна-Джейн Хенсън. Квинтета е първоначално наречен „LYLAS“ (акронимно Love You Like a Sister), но друга група, наречена „The Lylas“ заявява, че шоуто е откраднало тяхното име. През първия концерт на живо, те излизат на сцената като „1432“, но името не се харесва от публиката и журито. След това се избира името „Фифт Хармъни“. Момичетата се класират на трето място във формата.
Групата до момента е издала Better Together (EP) и студийните албуми Reflection, 7/27 и Fifth harmony. Момичетата са известни в световен мащаб, имат много участия и турнета.
През декември 2016 г. Лорън се събира с Мариян Хил (американски дует), създавайки „Back To Me“ – първия сингъл на Лорън извън групата. Вторият сингъл на Хореги излиза през ноември 2017 г. Песента се казва „All night“ със Стийв Аоки. През май 2017 г. се включва в промоционалния сингъл „Strangers“ на певицата Хелзи. Певицата също записва песен с Тай Дола Сайн „In your phone“.
На 19 март 2018 г. момичетата обявяват в Туитър, че се разделят, за да започнат солови кариери. През май 2018 г. Лорън обявява, че вече работи по дебютния си солов албум. Прави изказване в интервю за Плейбой, че „иска да запази опциите си отворени“ по отношение на музикалните жанрове на бъдещите си солови издания споделяйки, че е силно повлияна от електронна, поп, рокендрол, ал-рок и латино-музика.
На британските ЛГБТ награди през 2017 г. получава награда за Знаменитост на годината.